# 訃報 1991年2月
訃報 1991年2月（ふほう 1991ねん2がつ）では、1991年（平成3年）2月中に物故した、又は物故が報じられた人物についてまとめる。

## （1日 - 14日）

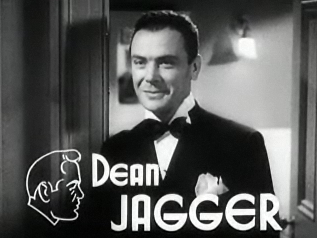
ディーン・ジャガー / 2月5日没

六代目柳亭燕路 / 2月10日没

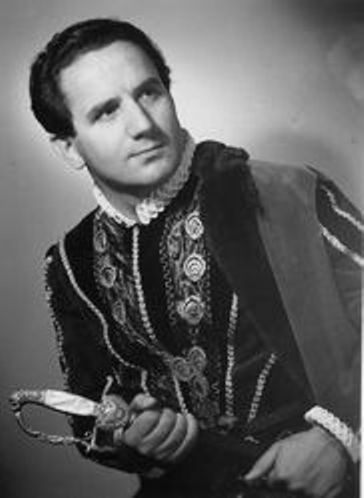
フラヴィアーノ・ラボー / 2月13日没

- 2月1日 - ジム・マクドナルド、声優（* 1906年）
- 2月1日 - 倉俣史朗、インテリアデザイナー（* 1934年）
- 2月5日 - 中川一政、画家（* 1893年）
- 2月5日 - ディーン・ジャガー、俳優（* 1903年）
- 2月7日 - オットー・フリードリッヒ・ボルノウ、教育思想家（* 1903年）
- 2月7日 - 五代目春風亭柳朝、落語家（* 1929年）
- 2月10日 - ワルター・クリーン、ピアニスト（* 1928年）
- 2月10日 - 木村庄之助 (25代)、大相撲立行司（* 1909年）
- 2月10日 - 村上重良、宗教学者（* 1928年）
- 2月10日 - 六代目柳亭燕路、落語家（* 1934年）
- 2月13日 - フラヴィアーノ・ラボー、テノール歌手（* 1927年）

## （15日 - 28日）

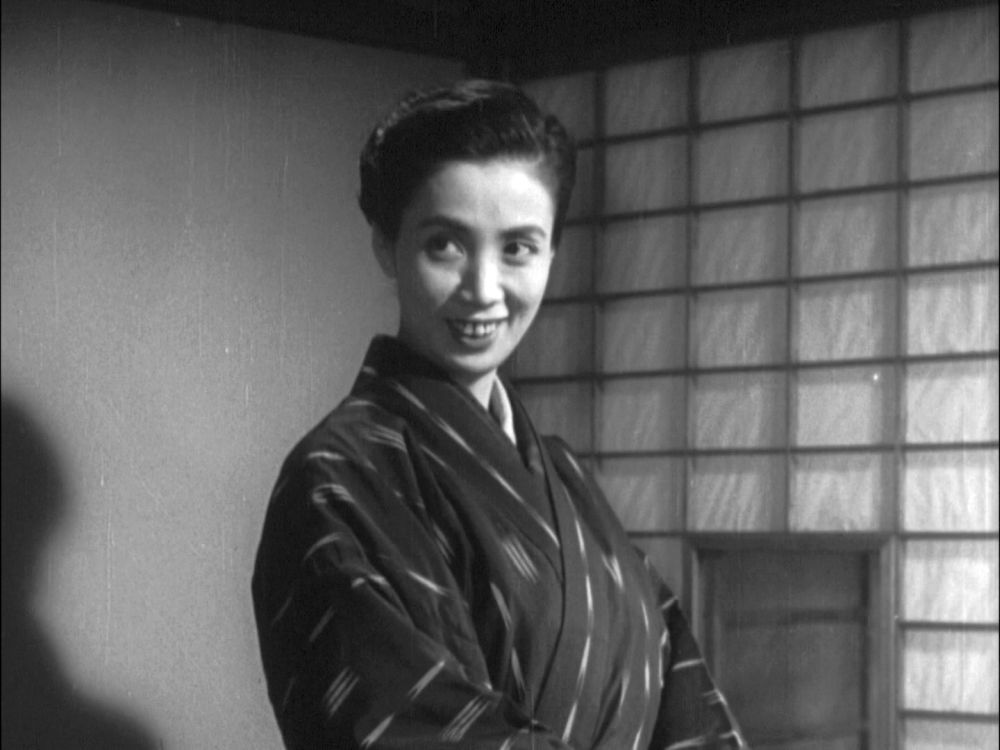
一の宮あつ子 / 2月16日没

- 2月16日 - 一の宮あつ子、女優（* 1913年）
- 2月19日 - 小林一喜、ジャーナリスト（* 1934年）
- 2月20日 - 賀原夏子、女優（* 1921年）
- 2月24日 - 兼本新吾、声優（* 1932年）
- 2月27日 - 草野大悟、俳優（* 1939年）